# Montgomery (contea di Lycoming, Pennsylvania)
Montgomery è un comune (borough) degli Stati Uniti d'America, situato nello stato della Pennsylvania, nella contea di Lycoming.